# مارتین کلایف
مارتین لی کلایف (به انگلیسی: Martin Lee Chalfie) (زادهٔ ۱۵ ژانویه ۱۹۴۷) یک شیمی‌دان آمریکایی است که پی‌اچ‌دی خود را در رشته عصب‌زیست‌شناسی در دانشگاه هاروارد و پروفسورای خود را در علم زیست‌شناسی در دانشگاه کلمبیا گرفت.
وی در سال ۲۰۰۸ جایزه نوبل شیمی را همراه با اسامو شیمومورا و راجر تسین به خاطر کار بر روی پروتئین فلورسنت سبز که منجر به تولید آن هم شد(به انگلیسی: "for the discovery and development of the green fluorescent protein, GFP") دریافت نمودند.
کلایف یکی از ۱۳ استاد دانشگاه کلمبیاست که توسط رئیس دانشگاه به عنوان University Professor انتخاب شده‌اند. این بالاترین مقامی‌است که یک مدرس در دانشگاه کلمبیا می‌تواند اخذ کند.

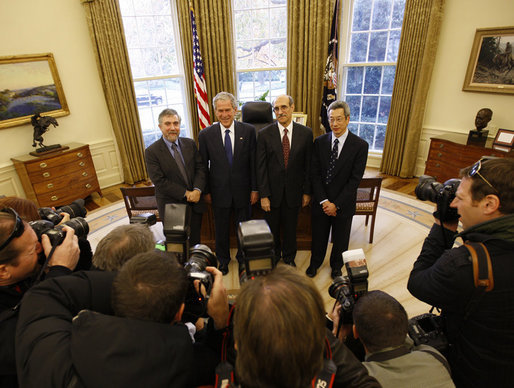
همراه با جرج بوش در سال ۲۰۰۸